# Божич, Милан
Милан Божич (англ. Milan Božić; 23 января 1982, Торонто, Канада) — канадский футболист сербского происхождения, выступавший на позиции полузащитника. Завершил карьеру.
В 2005 году перешёл в луцкую «Волынь». В Высшей лиге провёл 2 матча (против донецкого «Металлурга» и киевского «Динамо»). Также сыграл 1 матч в Кубке Украины против днепродзержинской «Стали» (3:1), в котором забил гол. Божич стал первым представителем Канады в чемпионате Украины. Вскоре Божич покинул клуб. Позднее, при содействии своих агентов, он подал жалобу в Дисциплинарный комитет ФИФА на «Волынь» по поводу невыполнения клубом контрактных обязательств. В результате рассмотрения дела ФИФА обязала «Волынь» выплатить Божичу сумму, в семь раз превышающую ту, что он должен был получить изначально. Помимо этого, с «Волыни» было снято три очка в чемпионате, клуб оплатил 32 000 евро на счёт футбольного агентства игрока и выплатил дополнительный штраф.
После ухода из украинского клуба Милан Божич вернулся в Сербию, где начал выступления за местный клуб «Инджия». В этом клубе Божич провел один сезон, а в следующем сезоне играл за белградский клуб «Железничар». В белградском клубе Божич играл лишь неполный сезон, а остальной сезон доигрывал в клубе «Колубара». Сезон 2008-2009 года Милан Божич играл в команде из соседней Боснии и Герцеговины «Леотар». Через год футболист вернулся в Сербию, где играл за клуб «Белград» из столицы страны. С 2012 года Божич играл за клуб «Булбудерац», который позже вернул свое историческое название — «Звездара».